# Ronald Numbers
Pour les articles homonymes, voir Numbers.
Ronald Leslie Numbers, né le 3 juin 1942 et mort le 24 juillet 2023, est un historien des sciences américain, spécialiste d'histoire des sciences et de la religion. Il est connu comme historien et théoricien critique du créationnisme et du dessein intelligent auxquels il a consacré plusieurs ouvrages. Il est professeur émérite de l'université du Wisconsin à Madison.

## Biographie
Ronald Numbers est le fils d'un pasteur fondamentaliste adventiste du septième jour, et a été élevé dans la religion et les écoles adventistes du septième jour jusqu'au collège. Concernant les croyances religieuses, il se décrit comme agnostique et a écrit: « Je ne crois plus au créationnisme d'aucune sorte ». Il est devenu un éminent érudit en histoire des sciences et de la religion et une autorité en histoire du créationnisme et de la science de la création (en).
Ronald Numbers a fait des études d'histoire, de mathématiques et de physique à la Southern Adventist University et à l'université d'État de Floride. Il a obtenu son doctorat en histoire des sciences de l'université de Californie à Berkeley en 1969. Il est professeur titulaire de la chaire Hilldale et William Coleman d'histoire des sciences et de la médecine à l'université du Wisconsin à Madison jusqu'en 2013 et devient professeur émérite en 2013. De 1989 à 1993, il a été rédacteur en chef d'Isis, une revue internationale d'histoire des sciences. Avec David Lindberg, il a co-édité deux anthologies sur la relation entre science et religion. Également avec Lindberg, il édite actuellement les huit volumes de Cambridge History of Science.

## Distinctions
Il a reçu en 2008 la médaille George Sarton de la History of Science Society pour «toute une vie de réalisations universitaires exceptionnelles par un éminent érudit». Il a été président de la History of Science Society de 2000 à 2001.

## Œuvres majeures

### Prophetess of Health
En 1976, alors qu'il était encore chargé de cours à l'Université de Loma Linda, il a publié le livre Prophetess of Health. Le livre traite de la relation entre la cofondatrice de l'Église adventiste du septième jour et prophétesse Ellen White et les idées populaires sur la santé qui étaient à la mode dans certains cercles en Amérique juste avant l'époque où elle écrivait ses livres.

### The Creationists
En 1992, il publie The Creationists (en): The Evolution of Scientific Creationism, une histoire des origines de l'anti-évolutionnisme. Il a été révisé et élargi en 2006, avec le sous-titre changé pour From Scientific Creationism to Intelligent Desig . Le livre a été décrit comme "probablement l'histoire la plus définitive de l'anti-évolutionnisme". Il a reçu des critiques généralement favorables de la part des universitaires et de la communauté religieuse. L'ancien archevêque d'York John Habgood l'a décrit, dans un article du Times, comme une « histoire massivement bien documentée » qui « doit sûrement être l'étude définitive de la montée et de la croissance du » créationnisme.

### Galileo Goes to Jail and Other Myths About Science and Religion
En 2009, il édite Galileo Goes to Jail and Other Myths About Science and Religion, livre qui se focalise sur des conceptions populaires erronées concernant les liens entre science et religion,,.
Entre autres choses, le travail cherche à démystifier diverses affirmations, telles que l'Église chrétienne médiévale supprimant la science, la culture arabe médiévale inhospitalière à la science, l'Église ayant émis une interdiction universelle de la dissection humaine au Moyen Âge, l'emprisonnement de Galilée et le fait qu'il soit torturé pour avoir prôné le copernicanisme, ou que le créationnisme est un phénomène uniquement américain.

## Publications
- The Warfare Between Science and Religion: The Idea That Wouldn't Die, (Baltimore, MD: Johns Hopkins University Press, 2018) (sous la direction de Jeff Hardin, Ronald A. Binzley). (ISBN 978-1421426181)
- Science and Religion Around the World, (New York: Oxford University Press, 2011) (éd. avec John Hedley Brooke ). (ISBN 978-0-195-32819-6).
- Wrestling with Nature: From Omens to Science, (Chicago: University of Chicago Press, 2011) (éd. avec Peter Harrison et Michael H. Shank). (ISBN 9780226317816).
- Galileo Goes to Jail, and Other Myths About Science and Religion (éd. ) (Cambridge, Massachusetts: Harvard University Press, 2009). (ISBN 0-674-03327-2).
- Prophetess of Health: A Study of Ellen G. White, 3e éd. (Grand Rapids: Eerdmans Publishing, 2008).
- Science and Christianity in Pulpit and Pew, (New York: Oxford University Press, 2007).
- The Creationists: From Scientific Creationism to Intelligent Design, (Cambridge, Massachusetts: Harvard University Press, 2006) - version étendue de The Creationists, (New York: Alfred A. Knopf, 1992. Réimprimé par University of California Press, 1993.) (ISBN 978-0-674-02339-0)
- When Science and Christianity Meet, (Chicago: University of Chicago Press, 2003). ed. avec David C. Lindberg
- Disseminating Darwinism: The Role of Place, Race, Religion, and Gender, (Cambridge: Cambridge University Press, 1999), éd. avec John Stenhouse.
- Darwinisme Comes to America . (Cambridge, Massachusetts: Harvard University Press, 1998).
- God and Nature: Historical Essays on the Encounter Between Christianity and Science, (Berkeley: University of California Press, 1986) éd. avec David C. Lindberg. (ISBN 978-0-520-05538-4).
- Almost Persuaded: American Physicians and Compulsory Health Insurance, 1912-1920. Baltimore, Johns Hopkins University Press, 1978.
- (en) Ronald Numbers, « Myths and Truths in Science and Religion: A historical perspective », Lecture archive, The Faraday Institute for Science and Religion, 11 mai 2006 (consulté le 25 janvier 2013)
- Wrestling with Nature: From Omens to Science, avec Peter Harrison et Michael Shank, University of Chicago Press, 2011  (ISBN 978-0-226-31783-0).
- (en) David C. Lindberg et Ronald L. Numbers, Beyond War and Peace: A Reappraisal of the Encounter between Christianity and Science, vol. 55, Cambridge University Press, 1986 (DOI 10.2307/3166822, JSTOR 3166822), chap. 3, p. 338–354.